# Paulianostes georyssoides
Paulianostes georyssoides là một loài bọ cánh cứng trong họ Hybosoridae. Loài này được Gestro miêu tả khoa học năm 1899.